# Seria Dragon Knight
Seria Dragon Knight este o serie de romane fantastice scrise de Gordon R. Dickson (1923–2001). Seria prezintă povestea lui Jim Eckert, care este aruncat din lumea secolului al XX-lea într-un univers paralel medieval în care magia este reală și mortală. Jim ajunge în corpul dragonului Gorbash și trebuie s-o salveze pe logodnica sa Angela 'Angie' Eckert, al cărui corp astral l-a urmărit în această lume paralelă.

## Personaje

### Personaje principale
- Jim Eckert

Baron Sir James Eckert de Bois de Malencontri et Riveroak, sau Cavalerul Dragon uneori denumit Sir Dragon.
Protagonistul seriei este un personaj obscur din secolul al XX-lea care vrea să-și salveze logodnica sa, Angela Angie Farell. Jim Eckert urmează proiecția astrală a logodnicei sale și ajunge într-un univers paralel asemănător Angliei medievale, unde sufletul lui este transportat în corpul unui dragon numit Gorbash. După ce se sfătuiește cu misticul Silvanus Carolinus, el este trimis să o salveze pe Angie de o forță malefică nevăzută cunoscută sub numele de puterile întunecate, fiind încoronat baron de către Carolinus (probabil ca să aibă libertate de circulație). La sfârșitul romanului The Dragon and the George, Jim își recapătă forma sa umană și obține pământurile și titlurile oponentului său detronat Sir Hugh, care va reapărea mai târziu în serie.
- Sir Brian Neville-Smythe

Este prietenul cel mai apropiat al lui Angie și Jim, un idealist, cavaler sărac, plin de râvnă, prezent ca partenerul lui Jim în întreaga serie. Cunoștințele sale despre fantastica lume medievală în care are loc povestea se dovedește a fi un mare avantaj pentru Jim, care este ocazional nedumerit de ceea ce vede în jurul său.
- Silvanus Carolinus

Este mentorul/profesorul lui Jim, și unul dintre cei trei cel mai bine cotați (AAA +) magicieni din lume. El este un om înțelept, irascibil, un bătrân vorbareț care poate modifica realitatea înconjurătoare după dorință. Este consultat de fiecare formă de viață, și, adesea, se află în dialog și cu acele malefice puteri necorporale. În ultimele cărți este prezentat ca fiind fondator și deținător al Collegiate of Magickians. Abordează fiecare personaj, inclusiv fețele regale, folosind numele sau poreclele lor, fără a folosi titlurile lor pompoase. Mai se remarcă și prin cunoștințe sale extinse privind anacronismele.
- Dafydd Ap Hywel

- Aragh (schimbat în Aargh în ultimele cărți)

### Personaje secundare
- Lady Angela 'Angie' Eckert
- Gorbash
- Smrgol
- Secoh
- Giles o' the Wold
- Danielle o' the Wold
- KinetetE

### Personaje minore
- Lady Geronde Isabel de Chaney
- Sir John Chandos
- Prințul Edward Plantagenet
- Regele Edward al III-lea Plantagenet
- May Heather
- Rrrnlf
- Hob
- Robert Falon
- Sir Giles de Mer

## The Dragon Knight
Lista cronologică:
1. The Dragon and the George (1976, Nelson Doubleday) British Fantasy Award
2. The Dragon Knight (1990, Tor Books)
3. The Dragon on the Border (1992, Berkley Pub Group)
4. The Dragon at War (1992, Ace Hardcover)
5. The Dragon, the Earl, and the Troll (1994, Ace Books)
6. The Dragon and the Djinn (1995, Ace Hardcover)
7. The Dragon and the Gnarly King (1997, Tor Books)
8. The Dragon in Lyonesse (1998, Tor Books)
9. The Dragon and the Fair Maid of Kent (2000, Tor Books)
10. The Dragon and the...? (200x, întreruptă de moartea autorului)

- Seria conține doar o povestire scurtă St. Dragon and the George, publicată pentru prima dată în F&SF septembrie 1957, povestire care a fost extinsă ulterior în ceea ce avea să devină primul roman al seriei. Mai târziu a fost retipărită în mai multe colecții, printre care A Dragon-Lover's Treasury of the Fantastic, editată de Margaret Weis.